# Tarczyński
Tarczyński, Tarczyńska – polskie nazwisko, w Polsce nosi je ponad 2500 osób.
Osoby noszące to nazwisko:
- Agata Tarczyńska (ur. 1988) – piłkarka
- Antoni Tarczyński (ur. 1953) – polityk, samorządowiec, poseł na Sejm II kadencji
- Dominik Tarczyński (ur. 1979) – działacz katolicki i publicysta, poseł na Sejm VIII kadencji
- Marek Tarczyński (ur. 1938) – wojskowy i historyk
- Piotr Tarczyński (ur. 1983) – pisarz, tłumacz z języka angielskiego, amerykanista, politolog
- Tadeusz Alf-Tarczyński (1889–1985) – generał brygady Wojska Polskiego
- Waldemar Tarczyński (ur. 1960) - ekonomista, profesor i wieloletni rektor Uniwersytetu Szczecińskiego

Inne:
- Tarczyński Arena
- Tarczyński (przedsiębiorstwo)